# Orchesella frontimaculata
Orchesella frontimaculata is een springstaartensoort uit de familie van de Entomobryidae. De wetenschappelijke naam van de soort is voor het eerst geldig gepubliceerd in 1946 door Gisin.